# Рамзес I
Рамзес I  — фараон (1295—1294 роки до н. е.), засновник XIX династії, батько Сеті І. Спочатку воєначальник і візир бездітного фараона Хоремхеба.
Пам'яток від нього залишилось мало, за винятком невеликого храму в Абідосі та декількох рельєфів на тильній стороні другого пілону в Карнаці. Після неповних трьох років правління Рамсеса I трон успадкував його син Сеті I